# レイムディアー
レイムディアー（ターカ・フシュテ、1900年?／1903年生? － 1976年）は、アメリカインディアン・ラコタ・スー族に属するミネコンジュー族の伝統派メディスンマン、語り部。

## 来歴
ターカ・フシュテ、またはターカ・イシテ（片足が不具の鹿）は、1900年ごろにサウスダコタ州のローズバッド・インディアン保留地で、「ワイ・ヨヒ・ヤ」（サイラス・レット・ゼム・ハブ・イナフ）とサリー・レッド・ブランケットの間に純血のミネコンジュー族として生まれた。
伝統的な風習に従って、ターカ・フシュテは祖父母の下で育った。6歳か7歳のときに、白人の学校に入学させられた。インディアンの自由な生活から一変して、それは軍隊的な規律だらけのものだった。この小学校には全学年過程がなかったため、毎年新学期になると同じ3年生の授業が繰り返された。14歳になるとインディアン寄宿学校に強制入学させられた。祖父母の愛情の中で育った彼にとって、「（祖父母によく言われたように）本当に白人にさらわれて、全寮制の寄宿学校に送られ白人の同化教育を強制されたことは、正真正銘の恐怖だった」と語っている。
寄宿学校を卒業したあと、レイムディアー青年は旅に出て、ロデオ興行に参加して道化を務めたり、羊飼いに雇われたりと、様々な職業に就いた。気が向けば飲んだくれ、女を買い、車を乗り逃げして捕まったりと、「規律」や「束縛」を「白人の流儀」として嫌い、インディアン本来の価値観に沿った奔放な生活を送った。
あるとき、女神「白いバッファローの子牛の女」がスー族に伝えたという「バッファローの子牛の骨のチャヌンパ」（聖なるパイプ）の保存継承者であるイタジプチョ族のエルクヘッド家の未亡人と出あった。エルクヘッド家はすでに絶えようとしていた。このとき、老女は「おまえの来訪を待っていた」と語った。この「チャヌンパ」を手にした途端、身体に稲妻が走り、体中の血がパイプを通って戻って来たと語っている。

### メディスンマンとなる
以後、風来坊の生活を捨てた彼は、「ハンブレチアピ」（ビジョン・クエスト）の儀式を受けた。彼は4日4晩にわたるこの儀式で、鷲に語りかけられ、もう一つの影を与えられるというビジョンを得た。以後、彼は「ウィチャシャ・ワカン」となった。これは「メディスンマン」、「ホーリーマン」とも訳されるインディアンの治療者、呪医、呪い師のことである。結婚した彼は子供をもうけ、息子のアーチー・ファイヤー・レイムディアーもスー族の呪い師となっている。レイムディアーは伝統派として、インディアンの権利運動にもかかわるようになる。伝統派メディスンマンとしては、ヘヨカ社会に属していた。
1967年、ニューヨークで行われたマーティン・ルーサー・キング・ジュニア牧師の平和行進に、スー族のボブ・バーネット、ヘンリーとレオナルドのクロウドッグ親子らとともに参加した。レイムディアーはヘンリーと共に、キング牧師の隣に座って演説の場に参加している。この集まりで、ニューヨーク在住の亡命ハンガリー人デザイナー、リチャード・アードスと知り合った。リチャードは仕事でインディアン文化を採り上げることになり、当時アメリカ社会で「鹿革のカーテンの向こう側」と呼ばれたサウスダコタを訪ねてレイムディアーと再会し、以後家族ぐるみの付き合いとなった。
ニューヨーク滞在中に、様々な黒人運動家と会った。ストークリー・カーマイケルと会った時に、レイムディアーが冗談で「インディアンは敵を殺す。白人は友達からすべて巻き上げる。君ら黒人はどうするね？」と訊いたところ、ストークリーは笑いながらこう答えた。「俺たち黒人は喰っちまうんだよ！」

### AIMへの協力
1960年代に入って、若いインディアン世代が興した民族運動「レッド・パワー」は、インディアン部族とアメリカ連邦政府が結んだ条約に基づくインディアンの権利回復要求として、全米に広がりを見せていた。ことに1868年にミネソタ州のスラムで育った貧しいオジブワ族の若者たちが結成した「アメリカインディアン運動」（AIM）は、デモや占拠など、直接的抗議行動で全米の耳目を集め、急成長していた。
AIM指導部メンバーのデニス・バンクスは、「我々は本来のインディアンを取り戻すべきだ」と提唱し、白人の流儀を捨て、髪を伸ばし、骨の首飾りをつけ、強い民族回帰を打ち出した。さらに「霊的な後ろ盾が運動に不可欠である」として、白人によって禁止されてきた伝統的なインディアンの儀式への参加を企画した。当時、レイムディアーの故郷のスー族の国では、伝統派の呪い師が他の部族よりも多かった。
1969年、ヘンリー・クロウドッグとレオナルド・クロウドッグ親子らとともに、スー族保留地を訪問したAIMのデニス・バンクス、クライド・ベルコートらに、「聖なるパイプの儀式」、「スウェット・ロッジ」、「ユイピの儀式」、「サンダンスの儀式」などを指導する。デニスらは「ピアッシングの誓い」を立て、翌1970年にはこの儀式に挑んでいる。以後、AIMの抗議運動に行動を共にするようになる。
1970年、スー族の女性運動家たちによる、ラシュモア山頂上での占拠抗議に霊的な後見人として参加し、「ラシュモア山」を「クレージー・ホース山」と改名する。「ラシュモア山」と「ブラックヒルズ」は19世紀に「スー族の固有領土である」と「ララミー砦条約」で不可侵保証されたまま、州による不法占拠状態が続いており、この占拠はこれに抗議したものだった。
この年、デニス・バンクスやラッセル・ミーンズ、クライド・ベルコートら「AIM」の中心的人物たちがスー族のサンダンスに参加し、「ピアッシングの儀式」を行った。レイムディアーは彼らのピアッシングを介助している。
1971年6月、条約再確認を合衆国に求めて、デニスやラッセル・ミーンズ、ジョン・トルーデルらとスー族の老若男女が再びラシュモア山を長期占拠し、レイムディアーもこれに協力した。またこの年、ラッセル･ミーンズらと「クレイジー・ホース記念碑」の制作者の元を訪ね、この記念碑について「クレイジー・ホースの精神に反している」として強く批判している。
以後、1960年代から70年代にかけてのインディアンの若者たちによる文化と権利の復興運動、「レッド･パワー｣の精神的支柱を担った。レイムディアー達が指導した「サンダンスの儀式」は、インディアンの信教の復活に合わせ、現在では全米のインディアン部族に広まっている。

## 人物
「ジョン・ファイヤー」の名は、合衆国がインディアンの保留地で戸籍作成を行った際に、BIA（インディアン管理局）の担当役人がたまたま近くでボヤ騒ぎがあり、「火事だ！（ファイヤー）」と叫び声が聞こえたので、これを彼の父親の姓名に採り入れたことによる。
5歳になるまで彼は白人を見たこともなかった。祖父母は彼を寝かしつけるときに、「早く寝なさい、でないとワシチャン（白人）がさらいに来るよ」とターカ・フシュテに言って聞かせた。彼らの共同体には「紙幣」というものもなかった。新しく入って来た「白人の文化」として、彼はドル紙幣を「緑色のカエルの皮」と呼んで、白人の貨幣を始めとする、あらゆる物を「誰かの所有物」とする白人の考えがインディアンの共有文化に及ぼした悪影響を語っている。
「全米一人種差別のひどい州」と言われるサウスダコタのインディアン保留地で、白人警官から顔面が変形するほどの暴行を受けたことがある。1969年、ヴァイン・デロリア・ジュニアがインディアン宣言書『カスターはその罪ゆえに死ねり』を発表すると、若いインディアンたちこれを標語にして自家用車のバンパーに競って張り付けた。レイムディアーは「なんの、このスーの国にはカスターはまだまだいくらでも生きている」と言葉を残している。
「インディアンは中央アジアからベーリング海峡を渡ってアメリカ大陸にやってきた民族である」という白人の民族移動説については、「インディアンは最初にこの“亀の島”に現れた民族であり、ここを起点として逆にアジアへ人類は移動したのだ」と、インディアン伝統の教えを以てこれに異議を唱えている。

## 伝記
- 『Lame Deer Seeker of Visions.  Simon and Schuster｣（Lame Deer, John (Fire) and Richard Erdoes. New York, New York, 1972年）-　レイムディアーの半生と、レイムディアーが語るインディアンの伝統的な精神世界を、レイムディアーと親交が深かったリチャード･アードスがまとめたもの。